# چال گودرزی
چال گودرزی نام ناحیه از دشت سیلاخور بالا در شمال غربی شهرستان بروجرد در استان لرستان است.
لغت‌نامه دهخدا دربارهٔ این منطقه می‌نویسد: «گودرزی . [دَ] (اِخ) (چال …) نام منطقه ای است در جنوب غربی بروجرد مشتمل بر چند دهکده.»

## جغرافیا
چال گودرزی بخشی از دشت وسیع سیلاخور محسوب می‌شود. این منطقه همراه با مناطق شمالی تر مانند (اشترینان) و مناطق شرقی دوسوی جاده بروجرد-ملایر در مجموع با نام سیلاخور بالا شناخته می‌شوند. چال گودرزی از شمال به شهر اشترینان، از غرب به رشته‌کوه گرین، از جنوب غربی به روستای ونایی و از جنوب ولات نظامی مرتبط می‌شود. آب و هوای این ناحیه سردسیر کوهستانی است. محصولات کشاورزی آن بیشتر شامل فراورده‌های باغی و حبوبات است.

## تقسیمات کشوری
منطقه چال گودرزی از نظر تقسیمات کشوری، به صورت تقریبی برابر با دهستان گودرزی است که از توابع بخش اشترینان شهرستان بروجرد محسوب می‌شود. شهرها و روستاهای این منطقه عبارتند از
- شیخمیری کلهر
- امیرآباد
- توده‌زن
- بندیزه
- خشتیانک
- کرکیخان
- کفشگران
- چهاربره
- ونایی

وسایر روستاهای قائدطاهر، نبی‌آباد، جوجه‌حیدر، شب ماه (شِو وما)، توده زن، گلچهران، مملیجان، برکت آباد، قلعه نو، مجیدآباد، نبی آباد، جوجه‌حیدر.

## جمعیت
براساس سرشماری سال ۱۳۹۵ جمعیت روستاهای منطقه چال گودرزی به ۲۰ هزار نفر می‌رسد.
*صرفاً جمعیت دهستان گودرزی در نظر گرفته شده و آمار دقیقی از گودرزی‌های بروجرد و سایر شهرها دردسترس نیست.
طوایف گودرزی منظور طایفه‌های ساکن منطقه چال گودرزی می‌باشد که فقط برخی از تیره‌ها با یکدیگر نسب فامیلی دارند و مابقی از نیا و تبار با یکدیگر یکسان نیستند. در اصل طوایفه مختلفی از استان‌های کرمانشاه و ایلام و شهرهای اطراف همانند الشتر، نور آباد، کوهدشت، خرم‌آباد و نهاوند هستند که از سده‌های گذشته وارد این منطقه خوش آب و هوا شده و شروع به زراعت و دامداری نموده‌اند.
همه طوایف چال گودرزی دارای اصالت و تبار لر و لک می‌باشند.
برخی از مردمان روستاهای سربند و شمال شهر بروجرد نیز فامیلی گودرزی را برای خود برگزیده اند و هیچگونه ارتباطی نیز از لحاظ نیا و تبار با مردمان چال گودرزی نداشته و ندارند و صرفاً به عنوان یک لقب برای خود برگزیده اند.